# (30535) 2001 OR5
2001 أو أر 5 (ويعرف أيضًا باسم (30535) 2001 أو أر 5 وفق تسمية الكوكب الصغير) (بالإنجليزية: 2001 OR5)‏ هو كويكب ضمن حزام الكويكبات؛ وترتيبه 30535 من حيث الاكتشاف.
اكتُشف هذا الجُرم الفلكي بواسطة مرصد لويل للبحث عن الأجرام القريبة من الأرض في 17 يوليو 2001.

## وصلات خارجية
- (30535) 2001 OR5 في قاعدة بيانات مختبر الدفع النفاث لأجرام النظام الشمسي الصغيرة

- الاكتشاف · مخطط المدار ·  العناصر المدارية · المعلمات المادية

- (30535) 2001 OR5 على موقع ويكي سكاي: DSS2, SDSS, GALEX, IRAS, Hydrogen α, X-Ray, Astrophoto, Sky Map, Articles and images